# Michiel Schapers

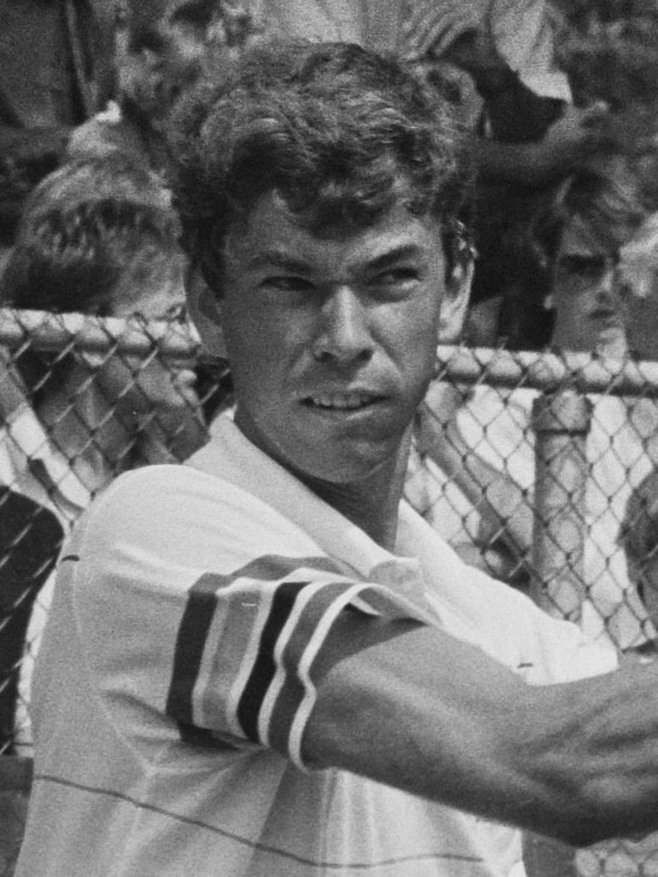
Michiel Schapers

Michiel Schapers (Róterdam, 11 de octubre de 1959) es un tenista neerlandés.
En su carrera ha conquistado tres torneos ATP y su mejor posición en el ranking de individuales fue Nº25 en abril de 1988 y en el de dobles fue Nº37 en febrero de 1991.